# Wallfahrtskirche Heiligenblut (Niederösterreich)

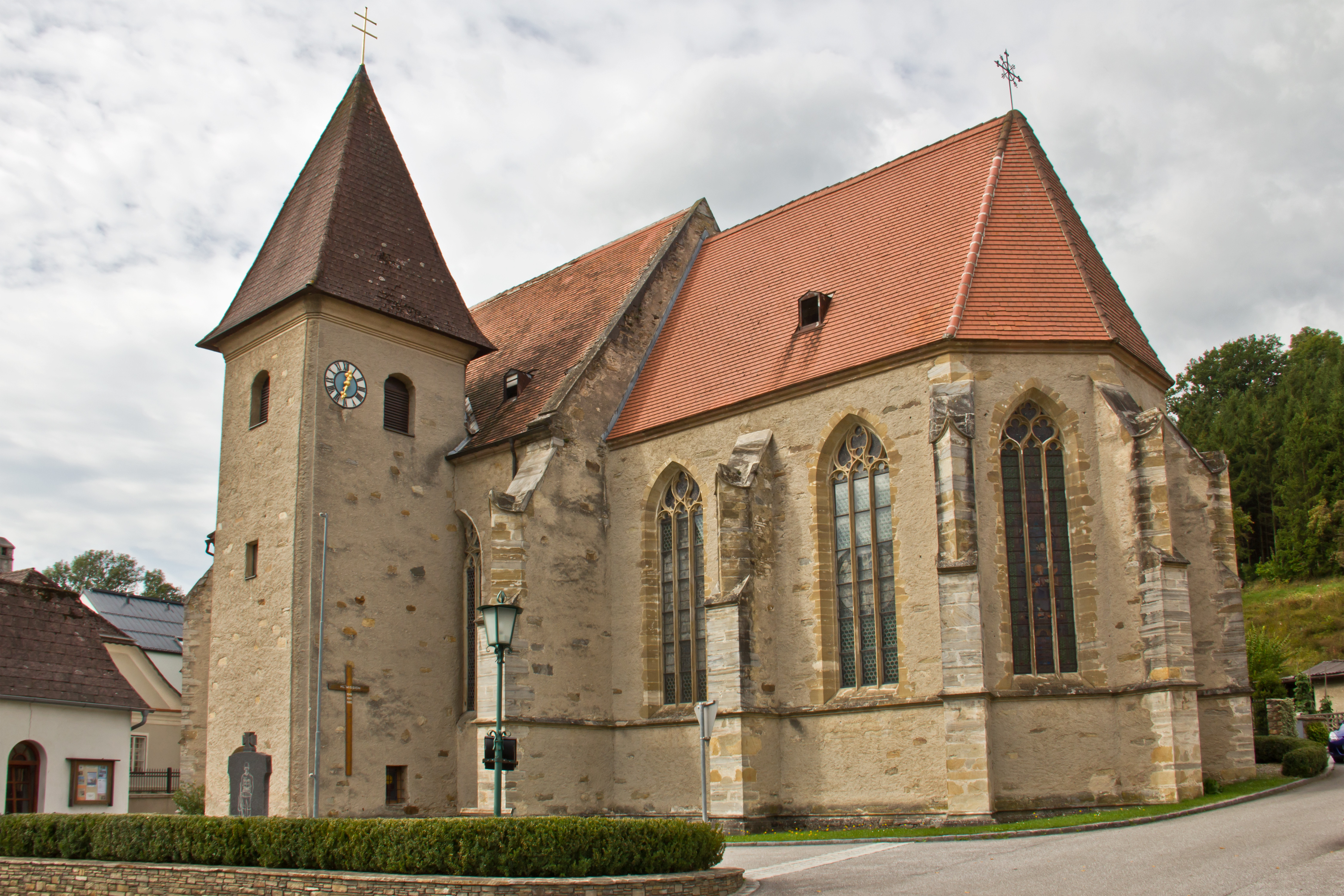
Wallfahrtskirche Heiligenblut

Die Wallfahrtskirche Heiligenblut zum heiligen Andreas ist eine spätgotische Hallenkirche mit spätbarockem Südturm. Die nach Nordosten ausgerichtete römisch-katholische Pfarrkirche steht in der Ortschaft Heiligenblut in der Gemeinde Raxendorf im Bezirk Melk in Niederösterreich.
Die Wallfahrtskirche ist dem Apostel Andreas geweiht und gehört zum Dekanat Spitz der Diözese Sankt Pölten und steht gemäß Verordnung des Bundesdenkmalamtes unter Denkmalschutz (Listeneintrag).
Die Kirche liegt an der L81 nach der Abzweigung der L7217, die ins Ortszentrum von Mannersdorf führt. Sie ist im Norden von der L7217, im Süden vom Pfarrhof und im Osten von der Ursprungskapelle umgeben.

## Geschichte
Zwei Siedlungsperioden des frühen Mittelalters haben ihre Spuren im südlichen Waldviertel hinterlassen: Die Slawen drangen vom Donautal, das sie Ende des 6. Jahrhunderts / Anfang des 7. Jahrhunderts erreicht hatten, in den Nordwald vor, um dort zu siedeln, in der fränkischen Zeit wanderten Siedler aus Bayern in das zum Herzogtum Bayern gehörende Gebiet ein. und errichteten eine Mark, mit der im Jahre 976 der Babenberger Leopold I. belehnt wurde.
Die neue Mark Ostarrichi gehörte zum Bistum Passau, welches Landeskirche (Mutterkirche) des österreichischen Donauraumes war. Von hier aus verbreiteten Missionare den christlichen Glauben in das südliche Waldviertel. Ein wichtiger Verkehrsweg nach Norden führte durch das Weitental, wo sich im Einzugsgebiet des Weitenbaches im 11. Jahrhundert die Grafschaft Weitenegg (heute Katastralgemeinde von Leiben) entwickelte. Mehrere größere und kleinere Burgen wurden gebaut und die Grafschaft erhielt in Weiten ihr Pfarrzentrum. Die Gründung dieses Ortes und der Kirche erfolgte im Jahre 1050. Diese Jahreszahl in römischer Zahlschrift befindet sich oberhalb einer Nische neben dem Hochaltar der Kirche von Weiten, in welcher früher der Kelch und die Monstranz aufbewahrt wurden.

### Pfarrgeschichte

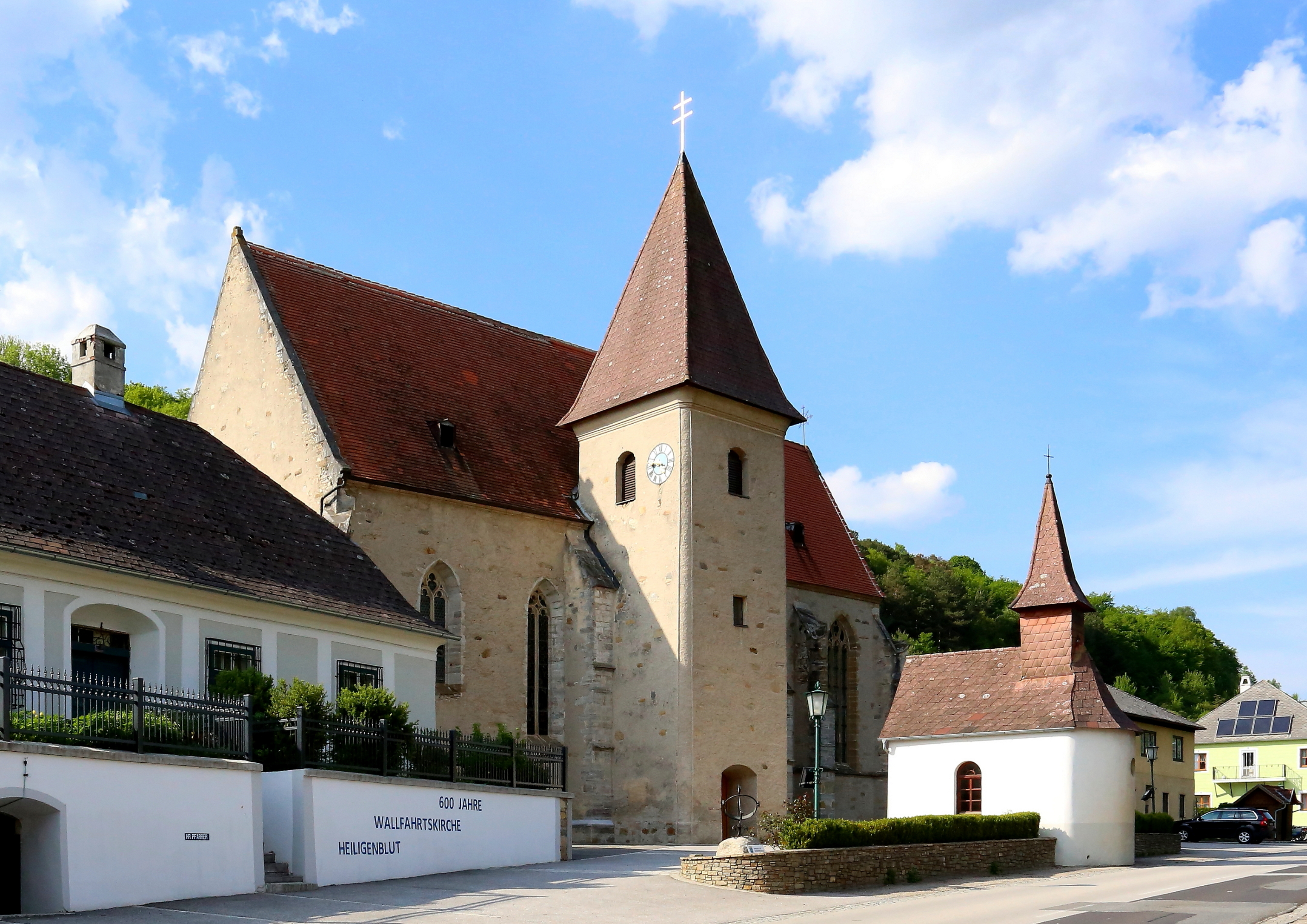
Links die Wallfahrts- und Pfarrkirche und rechts die sogenannte „Ursprungskapelle“

Im Jahre 1411 wurde an einem Weg zwischen Weiten und dem Spitzer Graben außerhalb jeglichen Ortsgebietes eine Kapelle erbaut. Der Grund für den in dieser Zeit außergewöhnlichen Standort wird in der Gründungsurkunde, dem Werk „Hippolytus II“ im Diözesanarchiv in St. Pölten und der Schrift „Das Donauländchen der kaiserl. königl. Patrimonialherrschaften im Viertel Obermannhartsberg in Niederösterreich. Geographisch und historisch beschrieben“, von Johann Anton Friedrich Reil, mit einem Hostienwunder angegeben, das sich an dieser Stelle ereignet haben soll. Diese „Ursprungskapelle“ wurde rasch zu einem beliebten Wallfahrerziel und der Pilgerstrom so groß, dass mit dem Bau einer Kirche unmittelbar neben der Kapelle begonnen wurde.
Bis zum Jahre 1891 ist die Pfarrgeschichte von Heiligenblut mit der im Jahre 1050 als Eigenpfarre des Bistums Passau gegründeten Pfarre von Weiten identisch. „Heiligplut“ wurde erstmals im Jahre 1428 als Zukirche von Weiten genannt. Im Jahre 1432 übertrug Bischof Leonhard von Passau die Patronatsrechte an das Kloster Vilshofen um diesem zusätzliche Einkünfte zu verschaffen. Vogtherren der Pfarre Weiten und ihrer Filialen waren die Herren auf der Mollenburg, deren Besitzer die Herren von Ebersdorf (heute Katastralgemeinde von Leiben) waren. Im Jahre 1462 verlangte Albrecht von Ebersdorf von Propst Athan des Klosters Vilshofen für die Pfarrfilialen einen Kaplan. Die Regelung eines Kaplans für Heiligenblut, der seinen Sitz in Weiten hatte, überdauerte die Anfänge der Reformation nicht.
Heiligenblut lag nicht nur im Einflussbereich der Herrschaften von Mollenburg, sondern auch in jenem der Herren von Oberranna und Pöggstall, wo die Herren von Rogendorf ihren Sitz hatten.
Zum Jahreswechsel 1577/78 war der katholische Reformator Melchior Khlesl zu Gast auf der Mollenburg um gemeinsam mit dem katholisch gebliebenen Caspar von Lindegg die Gegenreformation voranzutreiben. Erst im 17. Jahrhundert berichten die Quellen davon, dass Heiligenblut dem Weitener Filialsprengel von Raxendorf angehörte, von welchem wesentliche pfarrliche Funktionen wahrgenommen wurden.
Heiligenblut war bis zur Zeit Josephs II. Filialkirche von Weiten. Im Jahre 1784 wurde Heiligenblut eine eigene Lokalie und erhielt im Jahre 1891 den Pfarrtitel.

## Die Wallfahrtskirche

### Baugeschichte
Da im Jahre 1462 für Heiligenblut ein Kaplan angefordert wurde, muss zu dieser Zeit bereits ein Teil des Kirchenbaues bestanden haben, der für die Abhaltung von Gottesdiensten geeignet war. Es war dies der Chor, der im zweiten Viertel des 15. Jahrhunderts fertiggestellt war. Aus dieser Zeit wurden Gottesdienste urkundlich erwähnt. Zwischen 1480 und 1494 erfolgte mit Unterstützung der Herren von Rogendorf die Errichtung des Langhauses. Anlässlich der Pfarrgründung wurde anstatt eines kleineren Turmes an der Nordseite im Jahre 1784 der Südturm angebaut. Etwa in die gleiche Zeit fällt die Errichtung der barocken Westempore über die gesamte Langhausbreite unter Einbeziehung der beiden westlichen Pfeiler.
In den Jahren 1898 bis 1900 erfolgte eine umfangreiche Restaurierung der Kirche.
Die letzte große Restaurierung folgte in den Jahren 2008 bis 2011 in Vorbereitung auf die im Jahre 2011 stattgefundene 600-Jahr-Feier.
In der ersten Phase wurde im Jahre 2008 ein Teil des Pfarrhofgartens abgesenkt und neu gestaltet. Dadurch konnte das Westportal freigelegt und ein geräumiger Kirchenplatz mit barrierefreiem Zugang zur Kirche geschaffen werden. Im Inneren wurden der schadhafte Plattenboden erneuert und die noch brauchbaren alten Platten im Chor verlegt. Im Zuge der Erneuerung des Unterbaues erhielt die Elektroheizung neue Leitungen. Die Portale wurden saniert und erhielten neue Tore.
Im Jahre 2009 erfolgte in der zweiten Restaurierungsphase die Sanierung des Altarraumes. Nachdem Wände und Decken gereinigt und die Risse verkittet waren, wurde das Muster eines Quadermauerwerkes an den Wänden erneuert und die Schablonenmalerei entlang der Gewölberippen restauriert. Die bis zu einer Höhe von zwei Metern reichende farbenprächtige Schablonenmalerei rund um den Hochaltar wurde revitalisiert.
Die dritte Phase im Jahre 2010 war der Sanierung des Langhauses gewidmet. Auch hier erfolgte eine Sanierung der Malerei. Der Boden auf der Empore wurde samt Unterbau entfernt und ein neuer Boden verlegt. Der Holzwurmbefall wurde durch Begasung bekämpft und anschließend konnten das restaurierte und teils erneuerte Gestühl wieder aufgestellt und die gereinigten und überarbeiteten Seitenaltäre, Heiligenstatuen und Kreuzwegbilder an ihren Platz gebracht werden.
In der vierten und letzten Phase erfolgte im Jahre 2011 die Reinigung und Restaurierung des Hochaltares sowie die Anschaffung eines neuen Volksaltares mit dazu passendem Ambo.

### Baubeschreibung

#### Außen
Das Langhaus mit unterschiedlich hohen zweibahnigen spitzbogigen Maßwerkfenstern hat ein steiles Satteldach. An der Fassade befinden sich Strebepfeiler mit profilierten Wasserschlägen. An das Langhaus schließt im Nordosten der etwas eingezogene und niedrigere Chor mit abgewalmtem Satteldach an, das von einem Keltenkreuz bekrönt wird. Die Dächer haben kleine Dachgauben aus Blech. Der Chor mit Dreiachtelschluss und dreibahnigen Spitzbogenfenstern mit reichem Maßwerk erhebt sich über einem profilierten umlaufenden Sockel. Ein umlaufendes profiliertes und vorkragendes Sohlbankgesims verläuft unterhalb der Fenster. Die Mauer des Chores wird durch abgetreppte Strebepfeiler verstärkt, die im unteren Teil Pultdächer haben und im oberen übereckgestellten Teil mit eingeschwungenen Dreiecksgiebeln versehen sind. Im Norden befindet sich ein pultgedeckter Strebepfeiler.
An der glatten Westfassade birgt eine Spitzbogennische mit verstäbtem, profiliertem Gewände ein Rechteckportal, das 2008 freigelegt und barrierefrei gestaltet wurde.
Südlich des Langhauses steht der im Jahre 1784 angebaute Turm, der eines der Maßwerkfenster teilweise verdeckt und durch ein Korbbogenportal im Süden erschlossen wird. Im Erdgeschoß befindet sich an der Ostseite ein vergittertes Rechteckfenster, im Obergeschoß oberhalb des Portals ein weiteres Rechteckfenster. Im Westen und Osten sind neben den rundbogigen Schallfenstern die Zifferblätter der Turmuhr angebracht. Das steile Zeltdach, das den Giebel des Langhauses kaum überragt, erhebt sich über einem weit vorkragenden profilierten Traufgesims und wird von einem schlichten Patriarchenkreuz bekrönt, dessen oberer Balken annähernd gleich lang ist wie der untere.
Nördlich des Chores befindet sich ein um das Jahr 1900 veränderter zweigeschoßiger Sakristeianbau mit Rechteckfenstern und einem Pultdach.

#### Innen

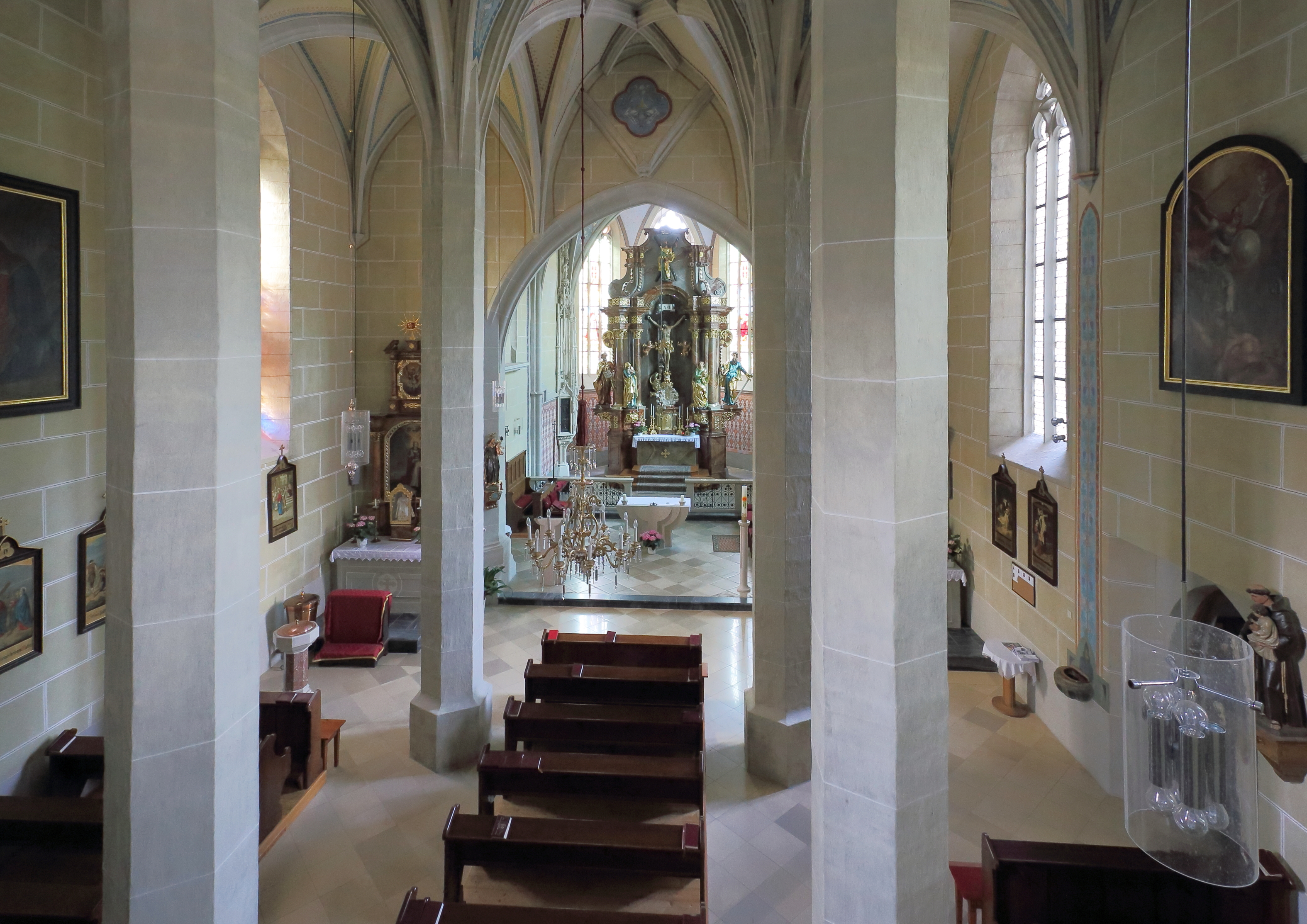
Blick von der Orgelempore Richtung Hochaltar

Das Langhaus aus dem vierten Viertel des 15. Jahrhunderts hat drei vierjochige Schiffe. Es wurde ursprünglich als zweischiffige Halle geplant und begonnen. Die gleich breiten ehemals mit „1494“ bezeichneten steilen Gewölbe ruhen auf schlanken sechsseitigen Pfeilern über Sockeln. Das Mittelschiff hat ein zweizeiliges Netzrippengewölbe, in den Seitenschiffen befinden sich Kreuzrippengewölbe, welche von hochsitzenden polygonalen Konsolen anlaufen.
Den Übergang vom Langhaus zum Chor bildet ein spitzbogiger profilierter Triumphbogen. Über seinem Scheitel tritt die Ostwand mit profilierten Rippenansätzen, deren Fortsetzung am Dachstuhl zu sehen ist und die im spitzen Winkel auseinanderlaufen, leicht zurück.
Der zweijochige Chor mit Dreiachtelschluss aus dem zweiten Viertel des 15. Jahrhunderts ist etwas niedriger und breiter als das Mittelschiff. Er wird durch ein sechsteiliges Sternrippengewölbe mit zwei skulptierten Schlusssteinen abgeschlossen, welche das Antlitz Christi und eine Rose zeigen. Das Gewölbe ruht auf flachen Wandvorlagen mit vorgesetzten Runddiensten. Die beiden mittleren Gewölberippen enden auf übereckstehenden Mauervorsprüngen mit Doppelwulstbasen und gekehlten oktogonalen Sockeln. Die anderen enden in Höhe des gegen Westen gestuften Sohlbankgesimses, das den Schluss und ein Joch umläuft.
Eine bandbreite neugotische Schablonenmalerei fasst die Stern- und Netzrippen der Gewölbe im Langhaus und im Chor ein.
Ein Rundbogenportal in gekehlter Laibung bildet den Zugang zur Sakristei. Über dem Portal befindet sich ein breites Oratoriumsfenster mit neugotischem Rahmen in einem großen Spitzblendbogen über einer stark vorkragenden Sohlbank. Die Sakristei hat eine Flachdecke aus dem Jahre 1903, im Westen und Nordosten sind Rippenansätze des ehemaligen Gewölbes erhalten.
Die barocke westliche Empore aus der zweiten Hälfte des 18. Jahrhunderts ist über drei Rundbogen unter Einbeziehung der westlichen Pfeiler gemauert. Sie ist platzlunterwölbt und hat eine in der Mitte halbrund vortretende Brüstung.

### Ausstattung

#### Altäre

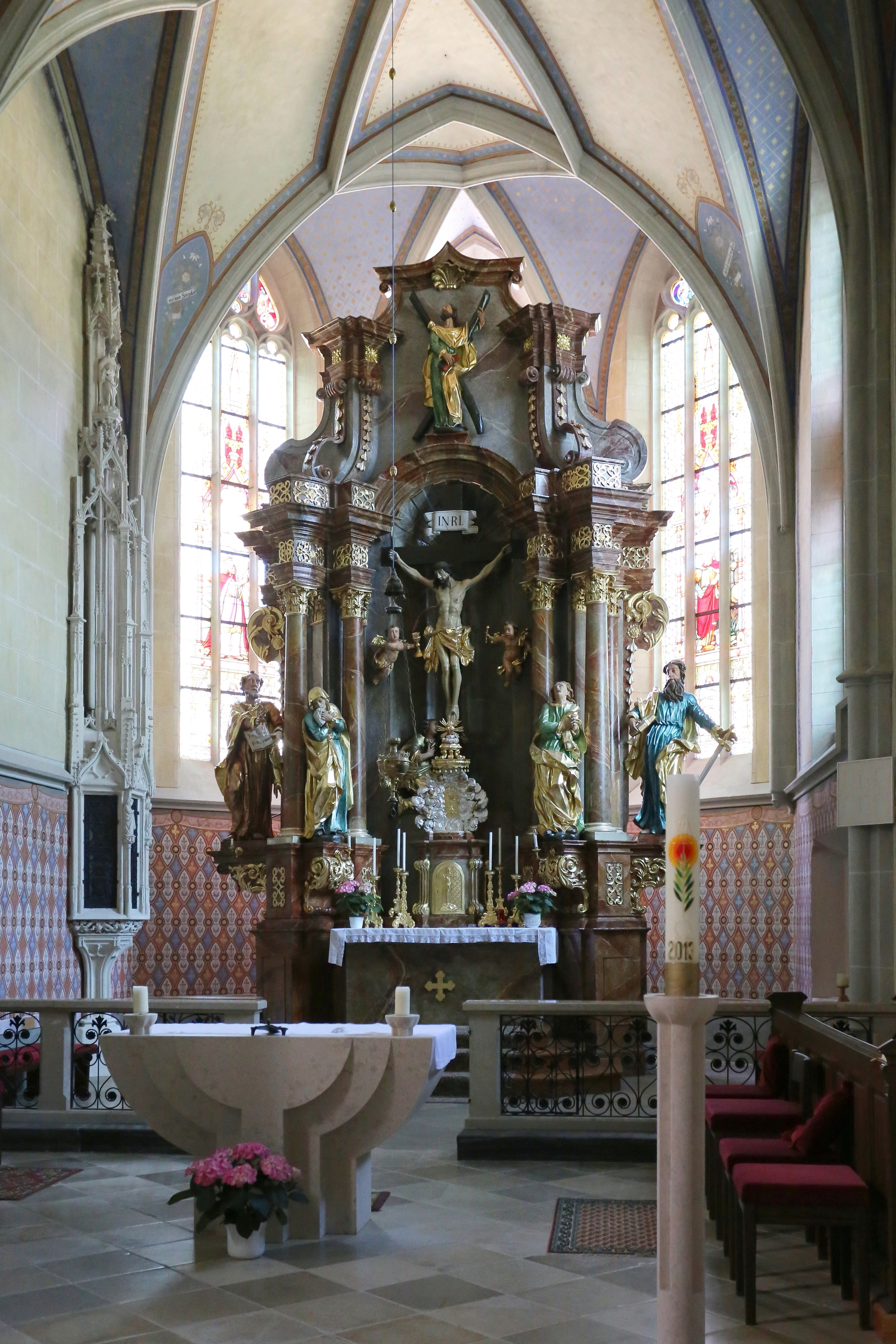
Hochaltar und Sakramentshäuschen der Wallfahrts- und Pfarrkirche

Der Hochaltar aus der Zeit um das Jahr 1730 hat einen Skulpturenaufbau aus marmoriertem Holz mit einer Rundbogennische, die von Säulen flankiert ist. Der Altarauszug wird von einem bewegten Gebälk getragen. In der von Maria und Johannes flankierten Mittelnische sind Christus am Kreuz, die kniende heilige Maria Magdalena und zwei Engel dargestellt. Der linke Engel fängt in einem Kelch das Blut aus der Seitenwunde auf. Seitlich befinden sich Statuen der Heiligen Petrus und Paulus auf Volutensockeln und im Auszug eine Statue des heiligen Andreas.
Zwei gleichartige Seitenaltäre befinden sich als flache Wandaufbauten aus dem Ende des 17. Jahrhunderts an den Stirnseiten der Seitenschiffe. Jeder hat ein von Säulen flankiertes Altarblatt in Rundbogenrahmen und einen Auszug mit gesprengtem Giebel. In den Giebeln befindet sich je ein Sockel mit einer Hostie und einem darüber angebrachten IHS im Strahlenkranz. Der linke Altar zeigt im Altarblatt die heilige Barbara und im Auszug den heiligen Michael, der rechte im Altarblatt die Mater Dolorosa und im Auszug die Krönung Mariens.
Ein weiterer Altar, der Rogendorfer Altar, gehörte bis zum Jahre 1874 ebenfalls zur Ausstattung. Erzherzog Franz Karl verkaufte ihn an das Schloss Ambras, von wo er in die Österreichische Galerie Belvedere in Wien gelangte, wo er ausgestellt ist.

#### Sakramentshäuschen
Schräg links vor dem Hochaltar befindet sich ein etwa acht Meter hohes schlankes Sakramentshäuschen aus dem späten 15. Jahrhundert aus filigran bearbeitetem Sandstein. Der Tabernakel tritt über einem profilierten Sockel mit Schaft als Dreieck aus der Wand hervor. Die drei rechteckigen Öffnungen des Tabernakels sind mit geschmiedeten spätgotischen Eisengittern versehen, die in durchbrochener unterschiedlicher Ornamentik ausgeführt sind. Unter zierlichen Säulenbaldachinen sind an der seitlichen Umrahmung der Mittelnische Statuetten der Maria und Elisabeth. Der Tabernakel trägt einen hohen dreiseitigen Aufbau, der aus filigran gearbeiteten schlanken Halbsäulen mit Baldachinen und Spitztürmchen gefertigt ist. An der Spitze befindet sich eine Statue des Schmerzensmannes, die von einer schlanken Schlusspyramide bekrönt wird.

#### Glasgemälde

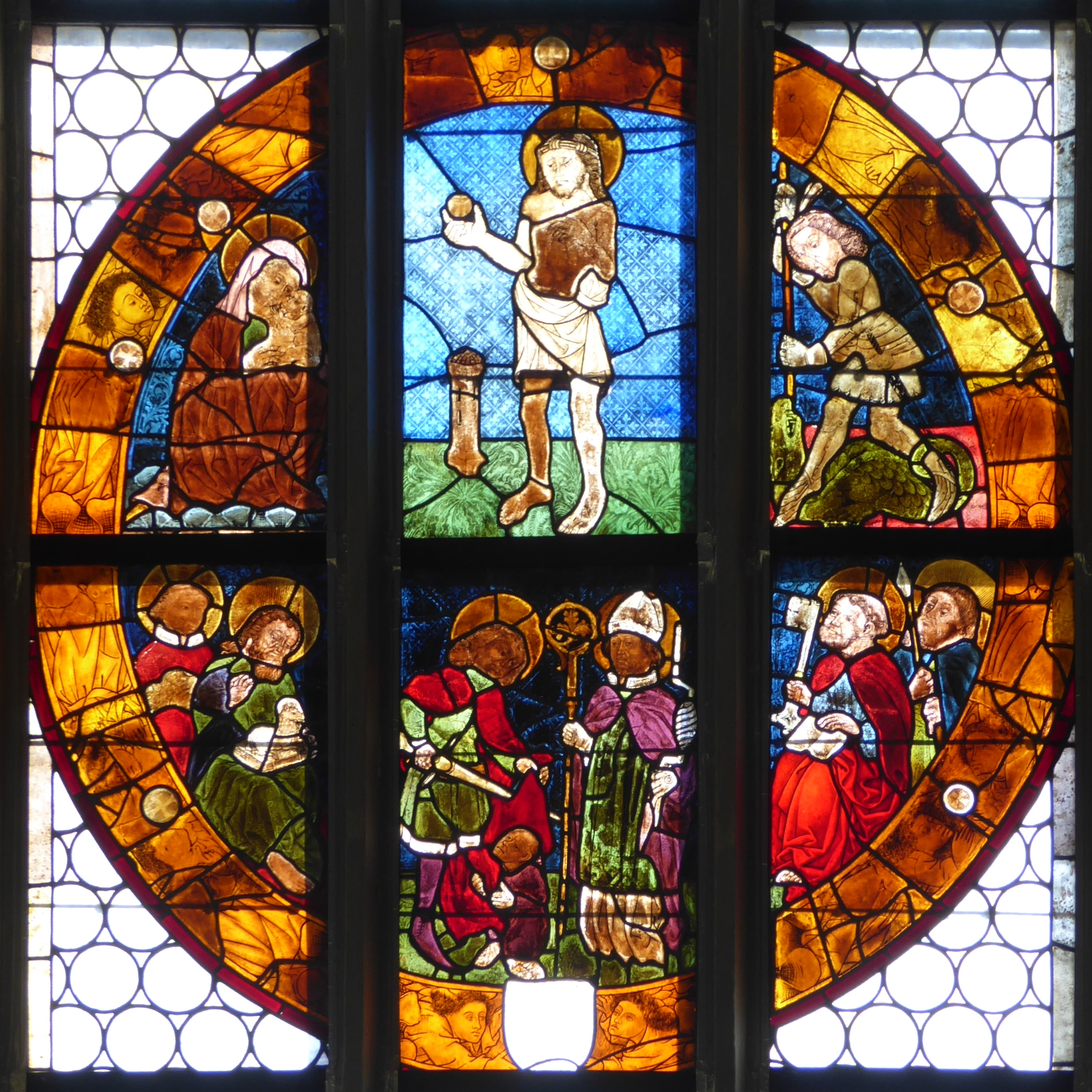
Glasfenster (15. Jh.) „Hostienwunder“

Die verglasten Kirchenfenster des Chores haben spätgotische Glasgemälde, die in den Jahren 1910 und 1961 restauriert wurden.
Ein großes Medaillon des Hostienwunders aus dem zweiten / dritten Viertel des 15. Jahrhunderts im südöstlichen Fenster zeigt in der oberen Hälfte den Schmerzensmann mit einer Hostie. Er wird flankiert von Maria mit dem Kind und dem heiligen Georg als Drachentöter. In der unteren Hälfte sind die Heiligen Martin und Erasmus links flankiert vom heiligen Stephanus und von Johannes dem Täufer und rechts von den Heiligen Petrus und Paulus. Das Rundbild hat ein Rahmenband, auf dem Engel mit Hostien dargestellt sind.
Das südwestliche Chorfenster zeigt unter einem Bogenabschluss mit Kreuzblumenbekrönung in vier übereinanderliegenden Gruppen mit je drei rechteckigen Bildelementen folgende Darstellungen:
- Erste Dreiergruppe: Christus am Kreuz flankiert von Maria mit dem Kind und Johannes.
- Zweite Dreiergruppe: Heiliger Andreas zwischen einem Fragment einer Schutzmanteldarstellung aus dem Anfang des 16. Jahrhunderts und zwei Stifterinnen, bezeichnet mit „1458“.
- Dritte Dreiergruppe: Christus am Kreuz flankiert von Maria und Johannes aus der Zeit um 1475.
- Vierte Dreiergruppe: Zwei kleine Renaissance-Wappenmedaillons, gestiftet von Christoph von Lindegg, Mollenburg, Pfleger von Pöchlarn und seiner Frau Maria Magdalena, bezeichnet mit „1593“ und „1584“. Die Medaillons werden flankiert von den Heiligen Jakobus der Ältere und Thomas.

Auf einem Glasgemälde aus der Zeit um 1910 im Schluss ist König David und Moses dargestellt.
Die Langhausfenster von Eduard Kratzmann stiftete Georg Lieger. Das Fenster im linken Seitenschiff aus dem Jahre 1901 stellt die Heiligen Georg und Johannes der Täufer dar. Im rechten Seitenschiff ist ein figurales Glasgemäldefenster mit Darstellungen des heiligen Andreas und der Maria Immaculata.

#### Sonstige Ausstattung
Der Altarraum und das Langhaus sind mit ornamentaler Wand- und Deckenmalerei sowie Quadermauerwerkimitation ausgestattet, die mit „Herm(ann) Breiteneder 1899“ bezeichnet ist und Anfang des 21. Jahrhunderts restauriert wurde.
Ein Votivbild mit drei Heiligen an der Südwand des Chores erinnert an einen Großbrand in Pöggstall im Jahre 1687. Es ist mit „1687“ bezeichnet und wurde im Jahre 1821 renoviert. Zwei der drei Heiligen sind die Heiligen Florian und Leopold. An der Sakristeitür befindet sich ein eiserner Türring aus dem späten 15. Jahrhundert in durchbrochener Arbeit mit einer Rosette.
An der Südwand des Langhauses hängt ein Bild des Erzengels Michael aus dem Anfang des 18. Jahrhunderts in einem Rundbogenrahmen. Eine Darstellung von Christus am Ölberg aus dem 19. Jahrhundert befindet sich an der Nordwand. Die Kreuzwegbilder stammen aus dem Jahre 1901.
Der Taufstein wurde im Jahre 1908 angefertigt. Der ehemalige barocke Taufstein auf achteckigem Fuß mit kannelierter Schale dient als Weihwasserbecken. Die Luster sind aus dem 19. Jahrhundert, die Kirchenbänke wurden um das Jahr 1900 gefertigt, das Speisegitter stammt vermutlich aus dem Ende des 18. Jahrhunderts und die Kerzenleuchter teilweise aus dem 18. Jahrhundert.
Fünf Skulpturen vervollständigen die Ausstattung. Eine Herz Jesu–Statue aus der Zeit um das Jahr 1914, drei barocke Skulpturen aus der Mitte des 18. Jahrhunderts, nämlich ein heiliger Josef mit dem Kind und zwei Opfer der Christenverfolgung unter dem römischen Kaiser Diokletian, die Heiligen Florian und Sebastian. Die fünfte Statue wurde im Jahre 1901 gestiftet und stellt den heiligen Antonius von Padua dar.

#### Orgel

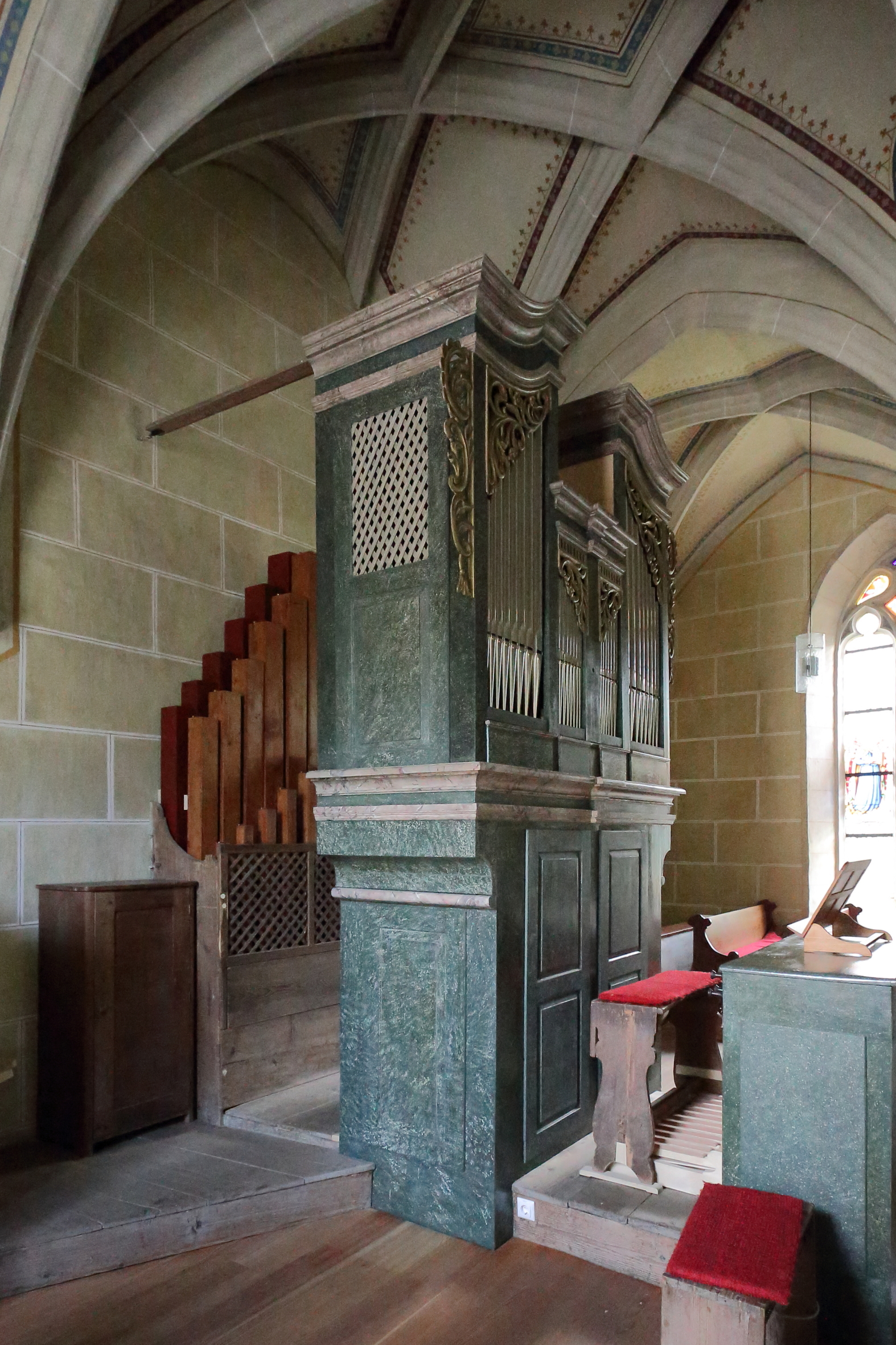
Orgel der Wallfahrts- und Pfarrkirche

Die Orgel hat der Orgelbauer Franz Horak aus Zwettl im Jahre 1837 geschaffen. Sie hat 10 Register auf einem Manual und Pedal sowie einen Prospekt mit vier Pfeifenfeldern und ein einfaches Gehäuse. Eine Restaurierung erfolgte 2012 durch Orgelbau Pieringer.

## Die Ursprungskapelle
Der kleine nach Südosten ausgerichtete Rechteckbau mit halbrunder Apsis wurde im Jahre 1411 erstmals urkundlich erwähnt. Er steht südlich der Wallfahrtskirche und wurde im Jahre 1948 an der Nordseite um 1,60 Meter verkürzt um den Abstand zur Kirche zu vergrößern und Platz für die zwischen Kirche und Kapelle verlaufende Straße zu schaffen. Im Jahre 1957 erfolgte eine Verlegung der Straße, die nun südlich der Kapelle verläuft.
Das Dach der Kapelle ist nach Südosten abgerundet und trägt einen Dachreiter aus Holz mit Pyramidendach und Kreuzbekrönung. Der Bau hat rundbogige Tür- und Fensteröffnungen. Im flach gedeckten Inneren befindet sich ein kleiner von Volutenpilastern eingefasster spätbarocker Glasschrein aus der Mitte des 18. Jahrhunderts.